# Juan Jesus
Juan Guilherme Nunes Jesus (sinh ngày 10 tháng 6 năm 1991) thường được gọi với tên Juan Jesus hay Juan là một cầu thủ bóng đá chuyên nghiệp người Brasil. Anh hiện đang thi đấu ở vị trí trung vệ, hậu vệ cánh cho câu lạc bộ Napoli.

## Lối chơi
Anh đá chủ yếu ở vị trí trung vệ, nhưng có thể chơi ở vị trí hậu vệ cánh. Anh có lối chơi giống Lúcio, người mà Juan Jesus coi là thần tượng.

## Sự nghiệp

### Sport Club Internacional
Sau khi bắt đầu với đội tuyển Futsal Brazil, năm 2007 anh gia nhập đội trẻ Sport Club Internacional. Anh lần đầu ra sân ở đội Một năm 2010, giành chức vô địch Copa Libertadores.

### Inter Milan
Ngày 30 tháng 1 năm 2012, Juan gia nhập Inter Milan. Juan Jesus ra sân lần đầu tiên tại Serie A cho Inter ngày 13 tháng 5 năm 2012, trong trận thua 1–3 trước Lazio sau khi vào sân vào phút cuối cùng thay Diego Milito.
Trong mùa giải 2012/2013, Juan Jesus nổi lên là một phần trong đội hình ra sân chính thức của Inter, thi đấu cùng Andrea Ranocchia và Walter Samuel trong hệ thống 3-5-2.
Ngày 12 tháng 7 năm 2013, Juan lấy chiếc áo số 5, sau sự ra đi của huyền thoại Inter Dejan Stanković.

## Đội tuyển quốc gia
Sau khi chơi ở đội tuyển quốc gia U18 và U19, vào đầu năm 2010 anh được gọi lên đội U20 bởi Ney Franco. Tháng Một 2011 anh là một phần trong thành công tại giải U20 Nam Mỹ năm 2011, chơi tất cả tám trận trong giải. Cùng năm, anh là một phần trong đội tại U-20 Thế giới, dư luận lại bị ấn tượng. Anh ra mắt đội Một Brazil trong trận đấu với Đan Mạch ngày 26 tháng 5 năm 2012, chơi dủ 90 phút. Anh chơi đủ 90 phút trong trận Brazil thua Argentina với tỉ số 4–3 ngày 9 tháng 6 năm 2012.

## Thống kê sự nghiệp
Tính đến ngày 15 tháng 9 năm 2015.
| Mùa giải           | CLB                | Giải đấu           | Giải đấu | Giải đấu | Cúp            | Cúp            | Khác         | Khác         | Châu Âu | Châu Âu | Tổng      | Tổng      |
| Mùa giải           | CLB                | Giải đấu           | Trận     | Bàn      | Trận           | Bàn            | Trận         | Bàn          | Trận    | Bàn     | Trận      | Bàn       |
| Brasil             | Brasil             | Brasil             | Giải đấu | Giải đấu | Copa do Brasil | Copa do Brasil | State League | State League | Nam Mỹ  | Nam Mỹ  | Tổng cộng | Tổng cộng |
| ------------------ | ------------------ | ------------------ | -------- | -------- | -------------- | -------------- | ------------ | ------------ | ------- | ------- | --------- | --------- |
| 2010               | Internacional      | Série A            | 7        | 0        | –              | –              | 10           | 0            | 1       | 0       | 18        | 0         |
| 2011               | Internacional      | Série A            | 18       | 0        | –              | –              | 6            | 0            | 0       | 0       | 24        | 0         |
| Ý                  | Ý                  | Ý                  | Giải đấu | Giải đấu | Coppa Italia   | Coppa Italia   | Supercoppa   | Supercoppa   | Châu Âu | Châu Âu | Tổng      | Tổng      |
| 2011–12            | Inter Milan        | Serie A            | 1        | 0        | 0              | 0              | 0            | 0            | 0       | 0       | 1         | 0         |
| 2012–13            | Inter Milan        | Serie A            | 30       | 0        | 4              | 0              | –            | –            | 9       | 0       | 43        | 0         |
| 2013–14            | Inter Milan        | Serie A            | 27       | 0        | 2              | 0              | –            | –            | –       | –       | 29        | 0         |
| 2014–15            | Inter Milan        | Serie A            | 32       | 0        | 2              | 0              | 11           | 0            | –       | –       | 45        | 0         |
| 2015–16            | Inter Milan        | Serie A            | 3        | 0        | 0              | 0              | –            | –            | –       | –       | 3         | 0         |
| Tổng cộng          | Tổng cộng          | Tổng cộng          | 94       | 1        | 8              | 0              | 20           | 0            | 0       | 0       | 122       | 1         |
| Thống kê sự nghiệp | Thống kê sự nghiệp | Thống kê sự nghiệp | 119      | 1        | 8              | 0              | 21           | 0            | 16      | 0       | 164       | 1         |

## Danh hiệu
Internacional
- Copa Libertadores: 2010
- Campeonato Gaúcho: 2011
- Recopa Sudamericana: 2011

Napoli
- Serie A: 2022–23[4]